# Baby Phone
Pour les articles homonymes, voir babyphone.
Pour plus de détails, voir Fiche technique et Distribution.
Baby Phone est une comédie française coécrite, coproduite et réalisée par Olivier Casas, sortie en 2017. Il s’agit d’un remake de son propre court métrage éponyme (2014).

## Synopsis
Au détour d’un dîner, les révélations faites à travers le baby-phone d’une chambre d’enfant  vont créer un véritable cataclysme au sein d’une famille et d’un groupe d’amis.

## Fiche technique
- Titre originale : Baby Phone
- Réalisation : Olivier Casas
- Scénario : Olivier Casas, Serge Lamadie et Audrey Lanj
- Décors : Marc-Philippe Guerig
- Photographie : Sylvain Rodriguez
- Son : Germain Boulay, Dominique Warnier et Jérôme Wiciak
- Montage : Olivia Chiché
- Musique : Laurent Aknin
- Production : Olivier Casas, Najib Kerbouche et Michaël Serero ; David Giordano (exécutif)
  - Production étrangère : Sylvain Goldberg et Serge de Poucques
- Sociétés de production : Baby Phone Cinéma ; Nexus Factory (production étrangère)
- Sociétés de distribution : La Belle Company (France) ; Distri7 (Belgique)
- Pays de production :  France
- Langue originale : français
- Format : couleur
- Genre : comédie
- Durée : 85 minutes
- Dates de sortie :
  - France : 21 janvier 2017 (Festival international du film de comédie de l'Alpe d'Huez) ; 8 mars 2017 (diffusion nationale)
  - Belgique : 8 mars 2017

## Distribution
- Medi Sadoun : Ben
- Anne Marivin : Charlotte
- Pascal Demolon : Simon
- Lannick Gautry : Nathan
- Michel Jonasz : Hubert, le père de Ben
- Marie-Christine Adam : Monique, la mère de Ben
- Barbara Schulz : Juliette